# Azidocillin
Azidocillin ist eine organisch-chemische Verbindung der Gruppe der β-Lactam-Antibiotika, genauer der Benzylpenicilline (Beta-Lactamase-sensitive-Penicilline). Es wurde erstmals 1966 von Beechem (jetzt GlaxoSmithKline) patentiert. Das schmale Wirkungsspektrum umfasst ausschließlich Gram-positive aerobe und anaerobe Bakterien. Verwendet wird das Natriumsalz unter anderem zur Behandlung von Streptokokken und Pneumokokken.

## Eigenschaften
Azidocillin ist säurestabil, weswegen es nicht ausschließlich parenteral, sondern auch oral verabreicht werden kann. Die Bioverfügbarkeit der Substanz liegt bei etwa 70 % und wird durch die Nahrung nicht beeinträchtigt. Die Halbwertszeit ähnelt der von Phenoxymethylpenicillin und liegt schätzungsweise bei 30 bis 60 Minuten.